# Живая игрушка
«Живая игрушка» — советский рисованный мультипликационный фильм 1982 года для детей.

## Сюжет

### Кратко
Маленькая девочка нашла в огороде зайчонка, который убежал от матери-зайчихи, и приняла его за живую куклу. Назвала «дочкой Катей», замотала в пелёнки, привязала по бантику на каждое ухо, стала кормить кашей и конфетами. Зайчонок не ел конфеты и всё время хотел выбраться из пелёнок и убежать. Девочка решила, что он заболел, и пошла за лекарствами. Но тут зайчиха, узнав, где её малыш, улучила момент и с помощью других своих детей унесла его обратно в поле.

### Подробно
В начале мультфильма показывается, как зайчонок отставал от своих братьев: просыпался позже других, не упражнялся в прыжках с остальными, а на клевер, который он взял в рот, села пчела, потому что зайчонок баловался с жуком и кузнечиком и проигнорировал урок матери, как нужно вытряхивать цветы от пчёл перед съедением.  В страхе перед разозлённой пчелой, норовящей его ужалить, зайчонок убегает и прячется в огороде возле дома, где жила девочка.
Пока зайчонок в огороде ест морковь, девочка поёт про своих игрушек песню о том, как ей наскучило, и она желает завести «живую игрушку». Едва только девочка вышла поливать огород, как увидела зайчонка, который съел всю морковь. Девочка насильно забрала зайчонка к себе, «удочерила» его и придумала ему имя «Катя». Из-за того, что зайчонок «царапкий», девочка замотала его в пелёнки и привязала на уши свои бантики, после чего сказала ему:

Какая ты смешнючая получилась! Настоящая куколка!
В это время семья зайцев, узнав о том, что пропал один зайчонок, ринулась на его поиски. Зайчата сразу понимают, что зайчонок в плену у девочки. Пока девочка на время отходила, зайчонок всячески пытался вырваться из плена, а зайчата его искали. Девочка стала кормить пленника и кашей, и конфетами, но зайчонок это всячески отвергал. Когда девочка потрогала лоб зайчонка, он оказался горячим (из-за того, что зайчонок распереживался), и девочка пошла за лекарствами, чтобы «вылечить» пленника. К тому времени зайчата успевают спасти своего брата и вернуть домой. Когда девочка возвращается, то видит, что зайчонка как не бывало, и идёт по его следам. Не найдя «Катю», девочка удивлённо задаётся вопросом:
Убежала почему-то... Почему она убежала?
В финале зайчонок оказывается дома и приходит в себя после «заботы и ласки» девочки. Кузнечик его навещает. Пчела, которая в начале мультфильма охотилась за зайчонком, снимает оставшийся бантик на его левом ухе, и бантик превращается в слова «Конец фильма».

## Создатели
| Авторы сценария            | Михаил Липскеров, Владимир Пекарь                                                                                         |
| Текст песен                | Александр Тимофеевский |
| Кинорежиссёр               | Леонид Каюков |
| Художники-постановщики     | Мария Рудаченко, Зоя Монетова                                                                                             |
| Композитор                 | Игорь Ефремов |
| Кинооператор               | Кабул Расулов |
| Звукооператор              | Борис Фильчиков |
| Роли озвучивала            | Клара Румянова — Девочка                                                                                                  |
| Монтажёр                   | Галина Смирнова |
| Ассистент режиссёра        | Ольга Исакова |
| Художники-мультипликаторы: | Антонина Алёшина, Галина Зеброва, Елена Малашенкова, Владимир Крумин, Владимир Шевченко, Андрей Игнатенко, Юрий Мещеряков |
| Художники:                 | Елена Гололобова, Светлана Скребнёва, Вера Харитонова                                                                     |
| Редактор                   | Татьяна Папорова |
| Директор съёмочной группы  | Николай Евлюхин |

### Песня девочки
До чего вы мне, игрушки, надоели!
Вы не можете играть на самом деле.
Двинуть ручкой, двинуть ножкой и попрыгать хоть немножко —
Всё вы делаете только понарошку.
Я с вами, игрушки, не играю,
Я с вами скучаю, я зеваю.
Мне так нужна игрушка, хоть кукла, хоть зверюшка,
Но только обязательно живая!
Я рассказываю вам свои секреты,
Я даю вам настоящие конфеты.
Неподвижно вы сидите, в одну сторону глядите
И со мною ни о чём не говорите.

## Видеоиздания
Мультфильм неоднократно переиздавался на DVD в сборниках мультфильмов: «Бабушкины сказки. Выпуск 2», «Сказки для малышей. Выпуск 3».